# Jalopy
Jalopy este un joc video de simulare dezvoltat de studioul englez Minskworks și publicat de Excalibur Publishing. Jocul urmărește două personaje, jucătorul și unchiul lor, care încearcă să construiască o Laika (o mașină modelată după Trabant 601) din piese individuale și conduc din Berlinul de Est în Turcia. Jocul se poate juca doar pe platforma Microsoft Windows și doar în modul single-player (un singur jucător).

## Premisă și plot
Jocul urmărește personajul jucătorului cunoscut doar sub numele de Splat și unchiul său Lütfi, doi germani de origine turcă din estul Berlinului care au decis să plece într-o excursie rutieră la Istanbul de când a căzut Cortina de Fier. Sarcina principală a jocului este de a ajunge la Istanbul în timp ce menține in stare buna Laika, care este predispusă la defecțiuni frecvente, semnificate de fumul provenit din părțile laterale ale capotei. Inainte de a pleca in urmatorul oras, jucătorul poate decide dacă dorește să îl ia pe unchiul sau in calatoria lui.  Jucătorul trece prin Germania, Cehoslovacia, Ungaria, Iugoslavia, Bulgaria și Turcia în călătoria cu unchiul său. Orașele în care jucatorul se opreste conțin magazine importante pentru întreținerea mașinii sale și pentru a vinde obiecte găsite în cutiile aruncate pe drumurile din călătoria sa. Jucătorul poate alege să tuneze Laika dacă are suficienți bani. Când unchiul adoarme în hotel, jucătorul poate să-i deschidă servieta și să strângă notițe care alcătuiesc un fundal. Se pare că jucătorul și unchiul au fost despărțiți de restul familiei lor care locuiau la Berlinul de Vest de aproape 30 de ani, pentru că unchiul a fost cu el ca un copil în partea de est în noaptea când zidul Berlinului a fost ridicat pe 12 august 1961. Unchiul a ținut legătura cu restul familiei, în special cu mama sa, în timp ce a ținut totul ignorat pentru acei 30 de ani. Ambii părinți au murit înainte ca Zidul Berlinului să fie dărâmat, iar ultima dorință a mamei a fost ca cenușa soțului ei să fie împrăștiată în Bosfor atunci când ajung la Istanbul (motiv pentru care unchiul a vorbit pe nepotul său pentru a continua acest lucru aparent călătorie rutieră aleatorie). După ce unchiul îl părăsește pe jucator, el nu mai este văzut niciodată, si doar ii lasă pur și simplu o hârtie care îi spune nepotului său că trebuie să meargă să facă ceva singur, să aibă grijă de el însuși și să-și trăiască viața pe deplin. După aceea, jocul nu se termină niciodată. Jucătorul poate reseta de la început și o poate face din nou de câte ori dorește. Singura diferență fiind Unchiul este absent pentru restul jocului.

## Lansare
Jocul a fost adăugat la Steam Greenlight în februarie 2016, intrat în Early Access pe Steam în 22 aprilie 2016. Acesta a lăsat accesul timpuriu odată cu lansarea versiunii 1.0 la 28 martie 2018.

## Recepție
Jocul a primit recenzii în general pozitive de la Rock, Paper, Shotgun, PC Gamer, Evo și GameSpot.